# Boussougou
Boussougou är en ort i Burkina Faso.   Den ligger i regionen Centre-Sud, i den centrala delen av landet, 50 km söder om huvudstaden Ouagadougou. Boussougou ligger 306 meter över havet och antalet invånare är 589.
Terrängen runt Boussougou är platt. Närmaste större samhälle är Kombissiri, 19,3 km nordost om Boussougou.
Omgivningarna runt Boussougou är en mosaik av jordbruksmark och naturlig växtlighet. Runt Boussougou är det ganska tätbefolkat, med 104 invånare per kvadratkilometer.